# Grušce
Grušce so naselje v Občini Šentjur.